# Storlien
Storlien est une localité suédoise située sur la commune d'Åre dans le Jämtland, à quelques kilomètres de la frontière norvégienne.
Le village est également une station de ski qui accueille de nombreux touristes norvégiens.
La gare de Storlien est à la jonction des chemins de fer suédois et norvégien.
C'est également Storlien qui est la localité frontalière de la Route européenne 14 (reliant Trondheim à Sundsvall).